# Gare de Berlin-Düppel

Une rame de S-Bahn à la gare de Berlin-Düppel en 1962.

La gare de Berlin-Düppel est une ancienne gare ferroviaire à Berlin, à Düppel dans le quartier de Zehlendorf. Elle se trouve sur la Ligne de Berlin à Potsdam.
Proche de Kleinmachnow, elle ferme à cause de la division entre Berlin-Est et Berlin-Ouest.

## Histoire
Pendant plus de cent ans, il n'y a pas de station intermédiaire sur la ligne principale entre Berlin et Potsdam, ouverte en 1838 entre Zehlendorf et Neubabelsberg. Jusqu'aux années 1920, la zone autour de la gare de Düppel n'a qu'un petit développement. Dès la fin des années 1920, on demande pour le développement de Kleinmachnow et de Düppel, une ligne de chemin de fer urbaine de la gare de Zehlendorf Mitte à Spandauer Weg apparaît. En 1934, un rapport à la Deutsche Reichsbahn propose une ligne à voie unique avec un niveau de priorité premier et des coûts de 1,7 million de Reichsmark, mais il n'est pas suivi. 
Comme la population de Kleinmachnow continue à progresser, la Reichsbahn met en place la gare de Düppel à 2,5 km au sud-ouest de Zehlendorf à la hauteur du Blockstelle 19. La gare ouvre le 15 juillet 1939. Afin de ne pas réduire la vitesse de passage des trains, il a deux plates-formes latérales. On veut d'abord appeler la gare du nom de Kleinmachnow, mais comme la gare est sur le territoire de Berlin, on choisit le nom de Düppel. Dans la Welthauptstadt Germania, on prévoit l'extension de la ligne principale sur six voies et l'électrification des deux paires de voies de banlieue pour le trafic de la S-Bahn.
Du fait de la démolition du pont du canal de Teltow à Kohlhasenbrück à la fin de la Seconde Guerre mondiale, la ligne entre Düppel-Kleinmachnow et Griebnitzsee est interrompue. Comme la route dans cette section passe plusieurs fois la limite de la ville de Berlin - à partir de 1945 en même temps la frontière entre le secteur américain et la zone d'occupation soviétique - une remise en service de la route entre Griebnitzsee et Düppel est omise. La voie ferrée libre au sud entre Griebnitzsee et Zehlendorf est démantelée en guise de réparation à l'Union soviétique, la plate-forme sud de Düppel est mise hors service.
Le 1er décembre 1945, la Deutsche Reichsbahn met en place un service de navette avec des trains à vapeur sur la section d'environ 2,5 km entre Zehlendorf et Düppel. Le 1er juin 1948, la ligne est incluse dans la S-Bahn électrifiée. À partir du 15 décembre 1951, la gare s'appelle Düppel-Kleinmachnow. L'accès à partir de Berlin-Ouest est interdit le 1er juin 1952.
Le nombre de passagers chute rapidement à la suite de la construction du mur de Berlin le 13 août 1961, car il n'est plus possible d'aller à Berlin-Ouest. La dénomination officielle de Düppel a lieu le 15 mai 1973.
En septembre 1980, la station est fermée pendant la grève de la Reichsbahn et n'est pas rouverte. À l'occasion du 150e anniversaire de l'inauguration du premier chemin de fer prussien du 23 au 25 septembre 1988, un train historique d'amis du chemin de fer berlinois se trouvait sur la section de Zehlendorf à Düppel. La voie de raccordement à la ligne du Wannsee est démantelée peu de temps après le démantèlement du trafic de la S-Bahn.
La gare s'est délabrée, est partiellement enlevée et retirée du plan de développement urbain en tant que gare. En 2006 et 2008, il y a des initiatives concrètes pour réactiver la connexion en tant que liaison ferroviaire régionale vers le Griebnitzsee par l'Europarc Dreilinden.
En 2017, elle continue à être gérée sous le nom de Berlin-Düppel par la DB Netz.